# ساحل صخره‌ای

بخش از طریق یک ساحل صخره ای

ساحل صخره‌ای که ساحل سایشی نیز نامیده می‌شود، شکلی از ساحل است که در آن اثر امواج دریایی، صخره‌های شیب‌داری را تشکیل می‌دهد که ممکن است تند باشند یا نباشند. در تضاد با ساحل مسطح یا آبرفتی است.

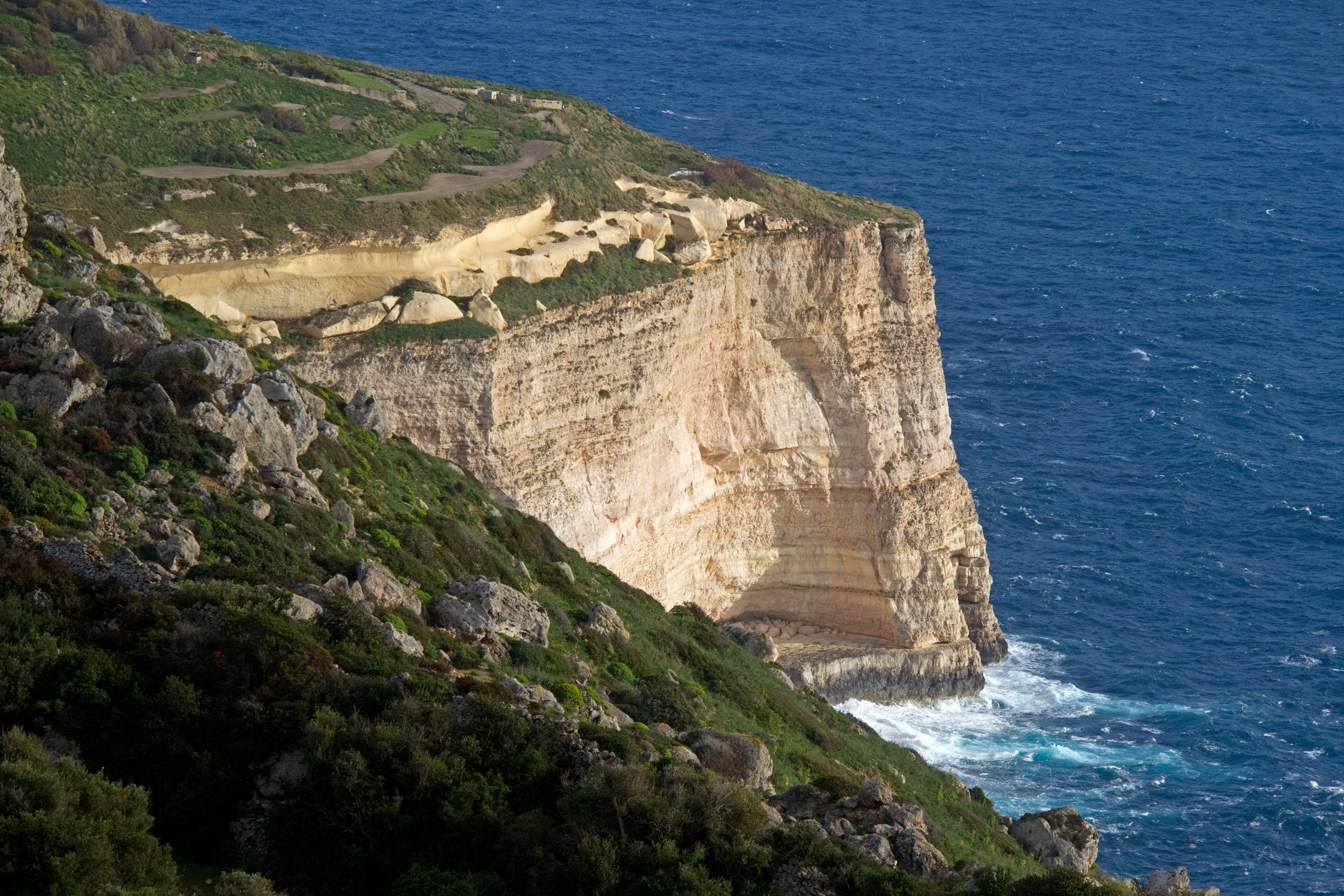
صخره‌های دینگلی در مالت

در مورد صخره‌های ساحلی بزرگ و گسترده صحرای آتاکاما، صخره‌های نوین از فرایند عقب‌نشینی اسکارپ یک گسل سرچشمه می‌گیرند، بنابراین در حال حاضر صخره‌ها از هیچ گسل زمین‌شناسی پیروی نمی‌کنند.